# Spathanthus
Spathanthus es un género de plantas herbáceas perteneciente a la familia de las rapatáceas. Comprende dos especies originarias del norte de Sudamérica al norte de Brasil.

## Especies deSpathanthus
- Spathanthus bicolor Ducke, Arq. Inst. Biol. Veg. 2: 28 (1935).
- Spathanthus unilateralis (Rudge) Desv., Ann. Sci. Nat. (Paris) 13: 45 (1828).